# Hohen-Heerde
Hohen-Heerde war ein Dorf in der Altmark und wurde bereits im Mittelalter zur Wüstung.

## Lage
Die Dorfstelle befand sich südlich der kleinen Erhebung Hohes Feld zwischen Breitenfeld (Gardelegen), Jeggau und Quarnebeck. In der Nähe befand sich das gleichfalls wüst gewordene Dorf Sieden-Heerde.

## Geschichte
Die erste urkundliche Erwähnung des Dorfes stammt aus dem Jahr 1472. Zu diesem Zeitpunkt war Hohen-Heerde bereits wüst. Es wird vermutet, dass der Ort bereits im 14. Jahrhundert aufgegeben wurde. Der Name deutet auf eine deutsche Siedlung hin. Vermutlich in der Mitte des 15. Jahrhunderts erwarb Ludolf von Alvensleben die wüste Gemarkung. Mit der Urkunde vom 1. Januar 1472 veräußerte er dann für 70 Rheinische Gulden und drei Wispel Roggen Hohen-Heerde und das benachbarte, gleichfalls bereits wüste Sieden-Heerde an Ludolf von dem Knesenbneck und dessen Söhne Werner und Meinhard. Er ließ sich jedoch ein Wiederkaufsrecht einräumen. Scheinbar wurde dieses auch ausgeübt, zumindest verkaufte am 31. März 1521 Ritter Ludolf von Alvensleben, Busses Sohn, hoegen und sieden Heeren, de belegen sind twischen Bredefeld und Jeggau an das Kloster Dambeck für 400 Salzwedler Mark.
Der Hauptmann der Altmark Levin von der Schulenburg quittierte Elias von Alvensleben am 26. Januar 1565 über einen Betrag von 6 Talern als Zinsen für eine Summe von 100 Talern mit der Bemerkung von wegen Hohen-Herde. Es wird spekuliert, dass das geliehene Geld mit dem Aufbau einer Schäferei zu tun hatte, die etwa ab dieser Zeit an der Stelle des ehemaligen Dorfes stand. Die Schäferei Heeren bestand dann zumindest noch bis 1804. Zu diesem Zeitpunkt wurden noch 10 Einwohner verzeichnet. Bald darauf wurde die Schäferei jedoch aufgegeben.
Anfang des 20. Jahrhunderts wurde es für möglich gehalten, dass ein etwa ein Kilometer südöstlich von Quarnebeck befindlicher Schafstall noch auf diese Schäferei zurückgehen könnte.